# 호토

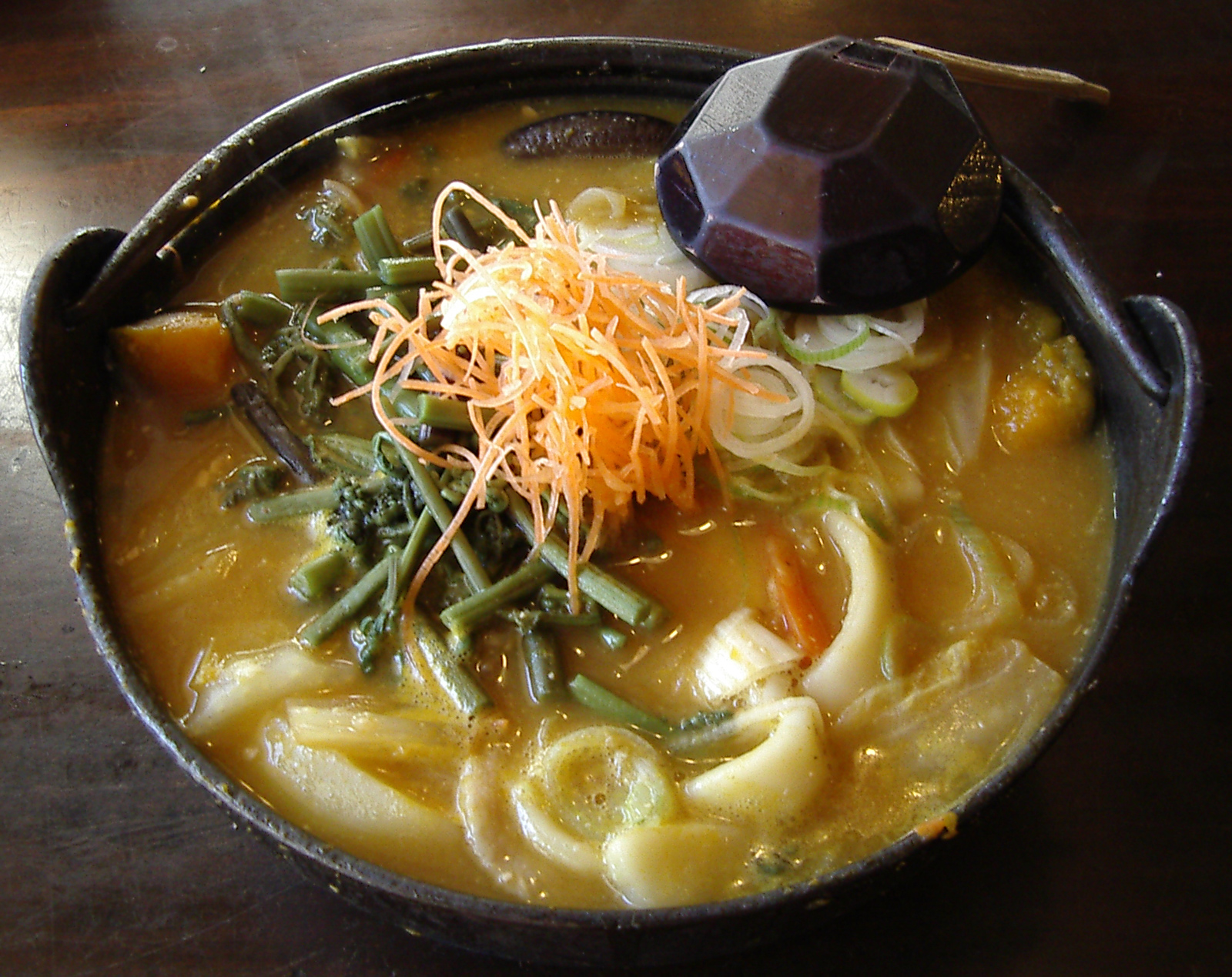
호토 전문점의 호토

호토(일본어: ほうとう)는 일본의 국수 요리로, 야마나시현을 중심으로 한 지역에서 만들어지는 향토 요리이다.
기본적으로 밀가루를 반죽하여 굵게 잘라 긴 국수로 만들고, 호박 등 야채와 함께 미소를 넣은 국물에 끓여 만들어진다. 그러나 앞서 말한 제조법이 호토의 기준은 아니며, 일부 지역에서는 밀가루 이외의 곡물을 사용하거나 미소 대신에 팥이나 간장으로 양념을 하기도 한다. 또한 가정집이 아닌 외식 산업에서의 호토는 먹기 편하도록 면이 가늘거나 야채 이외에 고기와 해산물을 넣어 제공하는 등 다양하다.

## 같이 보기
- 우동
- 라멘
- 소바